# Collotheca ornata
Collotheca ornata är en hjuldjursart som först beskrevs av Ehrenberg 1832.  Collotheca ornata ingår i släktet Collotheca och familjen Collothecidae. Arten är reproducerande i Sverige. Inga underarter finns listade i Catalogue of Life.